# Dyskografia Trivium
Dyskografia Trivium – pełna dyskografia amerykańskiej grupy muzycznej Trivium. Grupa powstała w 1999 roku w Orlando w stanie Floryda, należy do nurtu New Wave of American Heavy Metal.

## Albumy studyjne
| Rok                            | Tytuł                                                                         | Pozycja na liście | Pozycja na liście | Pozycja na liście | Pozycja na liście | Pozycja na liście | Pozycja na liście | Pozycja na liście | Pozycja na liście | Pozycja na liście | Pozycja na liście | Pozycja na liście | Pozycja na liście |
| Rok                            | Tytuł                                                                         | USA               | FRA               | SWE               | NOR               | FIN               | AUT               | CHE               | DEU               | NLD               | AUS               | NZL               | GBR               |
| ------------------------------ | ----------------------------------------------------------------------------- | ----------------- | ----------------- | ----------------- | ----------------- | ----------------- | ----------------- | ----------------- | ----------------- | ----------------- | ----------------- | ----------------- | ----------------- |
| 2003                           | Trivium (minialbum) - Data: luty 2003 - Wydawca: wydany niezależnie           | –                 | –                 | –                 | –                 | –                 | –                 | –                 | –                 | –                 | –                 | –                 | –                 |
| 2003                           | Ember to Inferno - Data: 14 października 2003 - Wydawca: Lifeforce Records    | –                 | –                 | –                 | –                 | –                 | –                 | –                 | –                 | –                 | –                 | –                 | –                 |
| 2005                           | Ascendancy - Data: 15 marca 2005 - Wydawca: Roadrunner Records                | 151               | –                 | –                 | –                 | –                 | –                 | –                 | –                 | –                 | –                 | –                 | –                 |
| 2006                           | The Crusade - Data: 9 października 2006 - Wydawca: Roadrunner Records         | 25                | 115               | –                 | –                 | –                 | 44                | 92                | 23                | 64                | 14                | 31                | 7                 |
| 2008                           | Shogun - Data: 30 września 2008 - Wydawca: Roadrunner Records                 | 23                | 75                | –                 | 34                | 17                | 30                | 42                | 27                | 49                | 4                 | 28                | 28                |
| 2011                           | In Waves - Data: 2 sierpnia 2011 - Wydawca: Roadrunner Records                | 13                | 74                | 56                | 21                | 10                | 17                | 24                | 8                 | 44                | 9                 | 12                | 31                |
| 2013                           | Vengeance Falls - Data: 15 października 2013 - Wydawca: Roadrunner Records    | 15                | 78                | –                 | –                 | 11                | 10                | 27                | 10                | –                 | 8                 | 25                | 23                |
| 2015                           | Silence in the Snow - Data: 2 października 2015 - Wydawca: Roadrunner Records | 19                | 81                | –                 | –                 | 16                | 11                | 19                | 13                | 80                | 7                 | 21                | 19                |
| "–" pozycja nie była notowana. |                                                                               |                   |                   |                   |                   |                   |                   |                   |                   |                   |                   |                   |                   |

## Single
| 2004                           | "Like Light to the Flies"                   | –  | Ascendancy  |
| 2005                           | "Pull Harder on the Strings of Your Martyr" | –  | Ascendancy  |
| 2005                           | "A Gunshot to the Head of Trepidation"      | –  | Ascendancy  |
| 2006                           | "Dying in Your Arms"                        | –  | Ascendancy  |
| 2006                           | "Entrance of the Conflagration"             | –  | The Crusade |
| 2006                           | "Anthem (We Are the Fire)"                  | 40 | The Crusade |
| 2007                           | "The Rising"                                | –  | The Crusade |
| 2007                           | "To the Rats"                               | –  | The Crusade |
| 2007                           | "Becoming the Dragon"                       | –  | The Crusade |
| 2008                           | "Kirisute Gomen"                            | –  | Shogun      |
| 2008                           | "Into the Mouth of Hell We March"           | –  | Shogun      |
| 2008                           | "Down from the Sky"                         | –  | Shogun      |
| 2009                           | "Throes of Perdition"                       | –  | Shogun      |
| "–" pozycja nie była notowana. |                                             |    |             |

## Teledyski
| Rok  | Tytuł                                       | Reżyseria        | Album                     | Źródło |
| ---- | ------------------------------------------- | ---------------- | ------------------------- | ------ |
| 2004 | "Like Light to the Flies"                   | Dale Resteghini  | Ascendancy                | [ 13 ] |
| 2005 | "Pull Harder on the Strings of Your Martyr" | Dale Resteghini  | Ascendancy                | [ 14 ] |
| 2005 | "A Gunshot to the Head of Trepidation"      | Shane Drake      | Ascendancy                | [ 15 ] |
| 2006 | "Dying in Your Arms"                        | Dale Resteghini  | Ascendancy                | [ 16 ] |
| 2006 | "Entrance of the Conflagration"             | Dale Resteghini  | The Crusade               | [ 16 ] |
| 2006 | "Anthem (We Are the Fire)"                  | Nathan Cox       | The Crusade               | [ 17 ] |
| 2007 | "The Rising"                                | Artifical Army   | The Crusade               | [ 16 ] |
| 2007 | "To the Rats"                               | Jim Parsons      | The Crusade               | [ 16 ] |
| 2007 | "Becoming the Dragon"                       | Ramon Boutviseth | The Crusade               | [ 18 ] |
| 2008 | "Down from the Sky"                         | Ramon Boutviseth | Shogun                    | [ 19 ] |
| 2009 | "Throes of Perdition"                       | Ramon Boutviseth | Shogun                    | [ 20 ] |
| 2010 | "Shattering the Skies Above"                | Ramon Boutviseth | God of War III soundtrack | [ 16 ] |
| 2011 | "In Waves"                                  | Ramon Boutviseth | In Waves                  | [ 16 ] |
| 2011 | "Built to Fall"                             | Ramon Boutviseth | In Waves                  | [ 16 ] |

## Kompilacje różnych wykonawców
| Rok  | Tytuł                                            | Utwór                                       |
| ---- | ------------------------------------------------ | ------------------------------------------- |
| 2004 | MTV2 Headbangers Ball Volume 2                   | "Like Light to the Flies"                   |
| 2004 | The Sims 2 Soundtrack                            | "Like Light to the Flies"                   |
| 2005 | The Cave Soundtrack                              | "Pull Harder on the Strings of Your Martyr" |
| 2006 | Underworld: Evolution Soundtrack                 | "Washing Away Me in the Tides"              |
| 2006 | MTV2 Headbangers Ball: The Revenge               | "A Gunshot to the Head of Trepidation"      |
| 2006 | Kerrang! Remastered: Master of Puppets           | "Master of Puppets"                         |
| 2007 | Smokin' Aces Soundtrack                          | "Like Light to the Flies"                   |
| 2008 | Kerrang! Maiden Heaven: A Tribute to Iron Maiden | "Iron Maiden"                               |
| 2008 | Madden NFL 09 Soundtrack                         | "Into the Mouth of Hell We March"           |
| 2008 | Saints Row 2 Soundtrack                          | "Anthem (We Are the Fire)"                  |
| 2010 | God of War III Soundtrack                        | "Shattering the Skies Above"                |